# 同じ空の下 (高橋優の曲)
「同じ空の下」は、高橋優のシングル。 2013年5月15日、ワーナーミュージックジャパンから発売された。

## 概要
2013年2月10日の渋谷eggmanにおけるライブで2ヶ月連続でのシングルのリリースが発表され、そのうち、1枚目の「(Where's)THE SILENT MAJORITY?」に続く、2枚目のシングルとして本シングルがリリースされた。また、CDのみの通常盤のほか、リリース当時未音源化曲だった「リーマンズロック」のライブ映像が収録されたDVD付きの初回限定盤がリリースされている。

## 収録曲
（全曲の作詞および作曲：高橋優）
1. 同じ空の下
NHK総合において放送されている「仕事ハッケン伝」のテーマソングとして使用された[2]ほか、大橋仁によるプロモーションビデオが製作され、一般の64歳男性を取材した映像が用いられた[3]。このプロモーションビデオはシングルのリリースに先立ってYouTubeで公開されている。また、本曲について高橋は、「「この同じ空の下」は、できるほうじゃない人達のコミュニティの歌だと思っているんです。」と、本シングルリリースにあわせて行われたエキサイトミュージックによるインタビューで述べている[4]。加えて、ロッキング・オンの小荒井知子は、本曲について、先にリリースされた「(Where's)THE SILENT MAJORITY?」と対比させながら、「高橋が自らに向けて歌った歌でもある」とレビューしている[5]。
2. 髭
3. がんばれ細野さん

## 収録アルバム
- BREAK MY SILENCE(#1)
- 高橋優 BEST 2009-2015 『笑う約束』(#1)(初回盤のDVDに収録されている「リーマンズロック」も同アルバムで初音源化している)